# Ozeanographisches Museum Monaco
Koordinaten: 43° 43′ 50,2″ N, 7° 25′ 32,2″ O

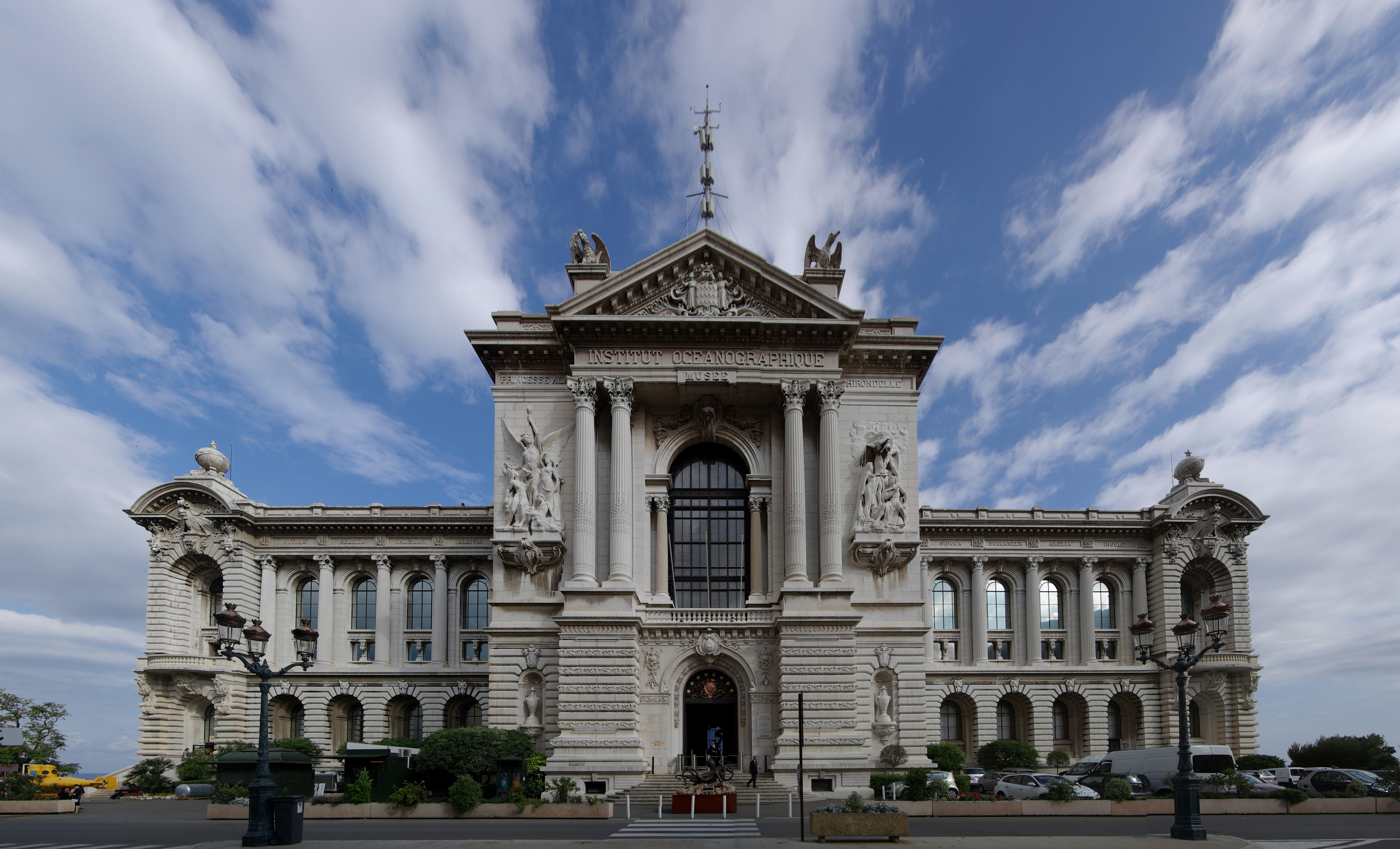
Ozeanographisches Museum Monaco (2011)

Das Ozeanographische Museum Monaco (franz.: Musée et Institut océanographique de Monaco) ist ein 1889 durch Fürst Albert I. gegründetes monegassisches Museum und Institut für Meereskunde.

## Lage
Das Ozeanographische Museum befindet sich an einem ins Mittelmeer reichenden Felshang in Monaco-Ville. Es wurde inmitten einer repräsentativen Parkanlage errichtet, die sich direkt an das Areal des Palais de Monaco, der Residenz des Fürsten von Monaco, anschließt. Im Park, der durch viele exotische Pflanzen geprägt ist, befindet sich in unmittelbarer Nähe zum Museum ein Denkmal für den Stifter, den meereskundlich interessierten Fürsten Albert I.

## Geschichte
Fürst Albert I., genannt prince navigateur, ließ 1899 das Ozeanographische Museum am Hang von Monaco-Ville errichten. Er hatte von seinen Expeditionen diverse meereskundliche Objekte als Erinnerungs- und Forschungsstücke nach Monaco gebracht und hegte nun den Wunsch, diese in einem eleganten Ambiente den Bürgern darzubieten. Darunter befand sich der als sensationell empfundene Fund eines Lepidoteuthis grimaldii (1895 anlässlich einer Forschungsreise aus dem Erbrochenen eines harpunierten Pottwals geborgen), dessen Benennung nach seiner Familie Grimaldi erfolgt war. Außerdem vertrat er die Ansicht, dass im Küstenort Monaco ein Museum der Ozeanografie gleichsam ein Heimatmuseum sein würde, das die heimische maritime Flora und Fauna veranschaulichen könnte.
Finanziert wurde es durch die Fondation Albert Ier, deren Vermögen aus den Spenden des Fürsten Albert resultierte und das infolge von Geldwertschwund auf ein Minimum absank. Die Stiftung, die seit 1906 Eignerin des Museums ist, ist in Frankreich eingetragen, somit ist das Ozeanographische Museum in Monaco formal ein französisches. Der regierende Fürst von Monaco ist laut Satzung der Stiftung jedoch immer auch Vorsitzender der Fondation Albert Ier.
Bei der Eröffnung des imposanten Bauwerkes, zu der sowohl ein Gesandter der Französischen Republik, als auch des befreundeten Deutschen Kaiserreiches (Albert I. und Kaiser Wilhelm II. waren nicht zuletzt wegen ihrer maritimen Interessen gut befreundet) anwesend waren, verkündete Fürst Albert I.:
„Hier, meine Herren, sehen Sie, wie die monegassische Erde einen stolzen und unverletzlichen Tempel auftauchen ließ, der der neuen Gottheit, die über die Intelligenz herrscht, gewidmet ist. “
Im Jahr 1906 nahm das Ozeanographische Institut schließlich unter seinem ersten Direktor Louis Joubin, einem französischen Zoologen für maritime Weichtiere und Erstbeschreiber des Lepidoteuthis grimaldii, seine Forschungstätigkeit auf.
1957 wurde Jacques-Yves Cousteau Direktor. Unter seiner Obhut erreichte das Museum und insbesondere der Forschungsbereich im Institut eine neue Blüte. Heute verfügt das Museum über moderne Aquarien und finanziert sich nahezu gänzlich über den Tourismus selbst.
2002 wurde das Ozeanographische Museum Monaco eine offizielle Partnerorganisation des Übereinkommens zum Schutz der Wale des Schwarzen Meeres, des Mittelmeeres und der angrenzenden Atlantischen Zonen (ACCOBAMS).
Im Jahr 2006 gründete Fürst Albert II. eine nach ihm benannte Stiftung (Fondation Albert II de Monaco) zum Schutz und Erhalt der Natur in der Arktis. Hiermit möchte er die Arbeit seines Namenspatrons und Vorfahren fortsetzen.

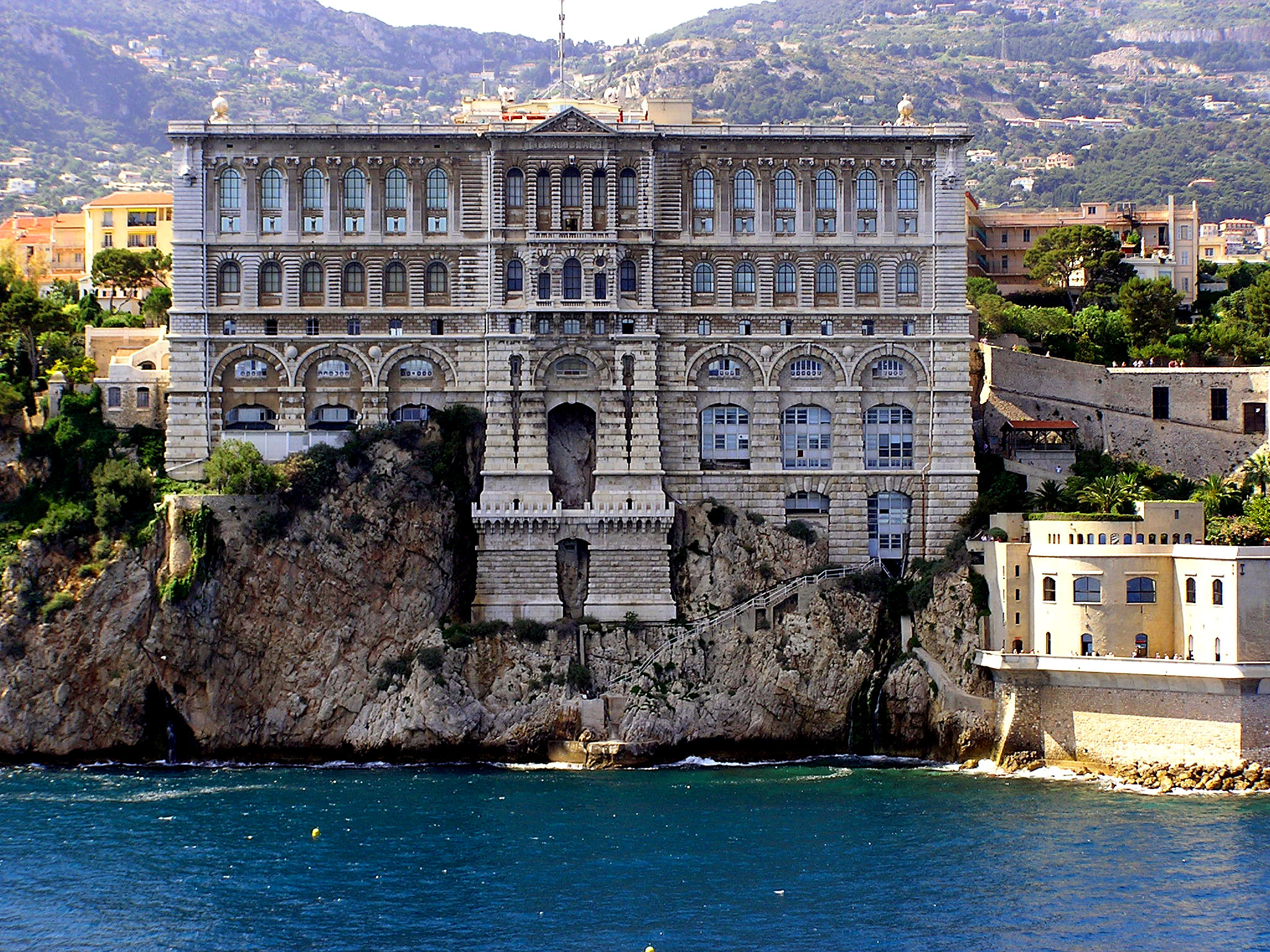
Museumsgebäude
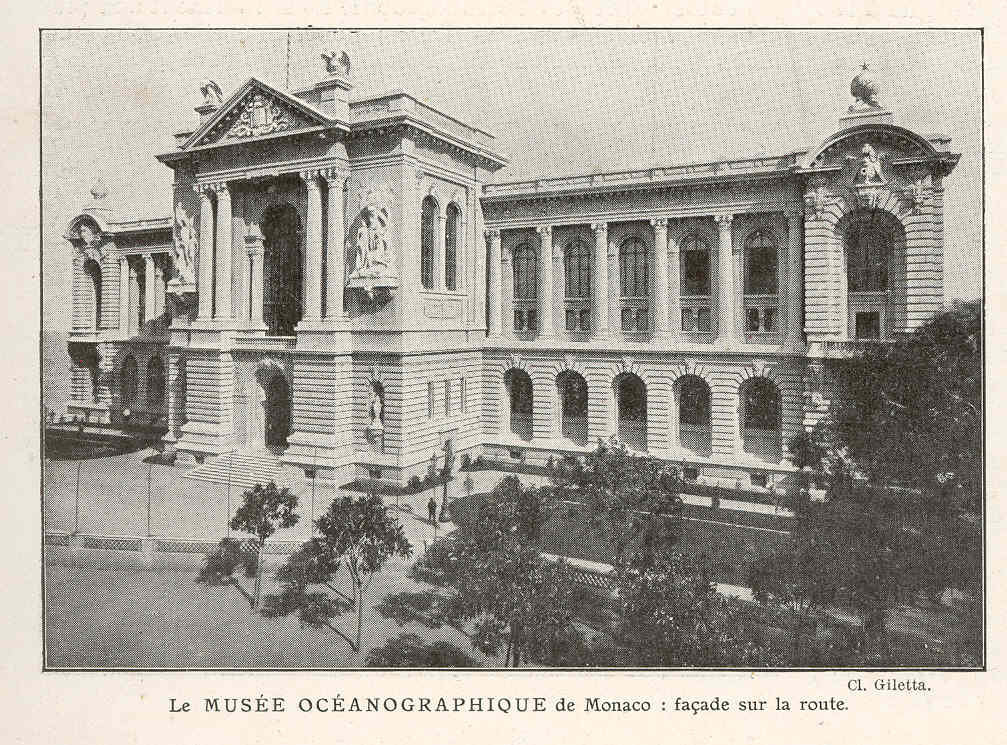
Außenansicht (1913)
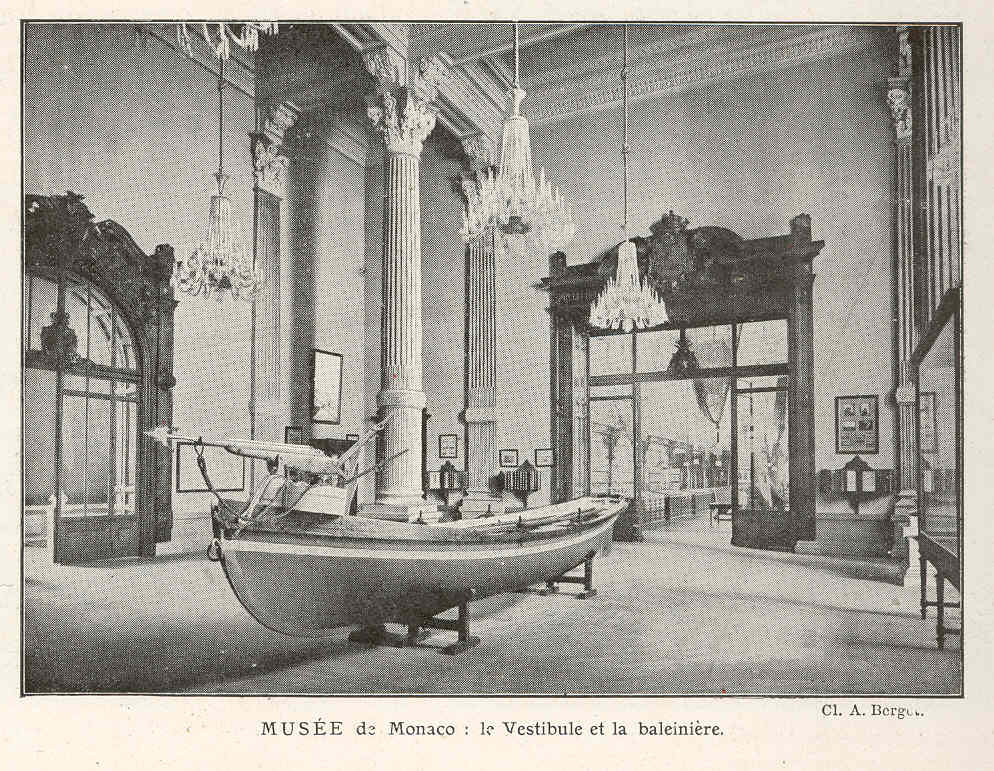
Vestibül (1913)
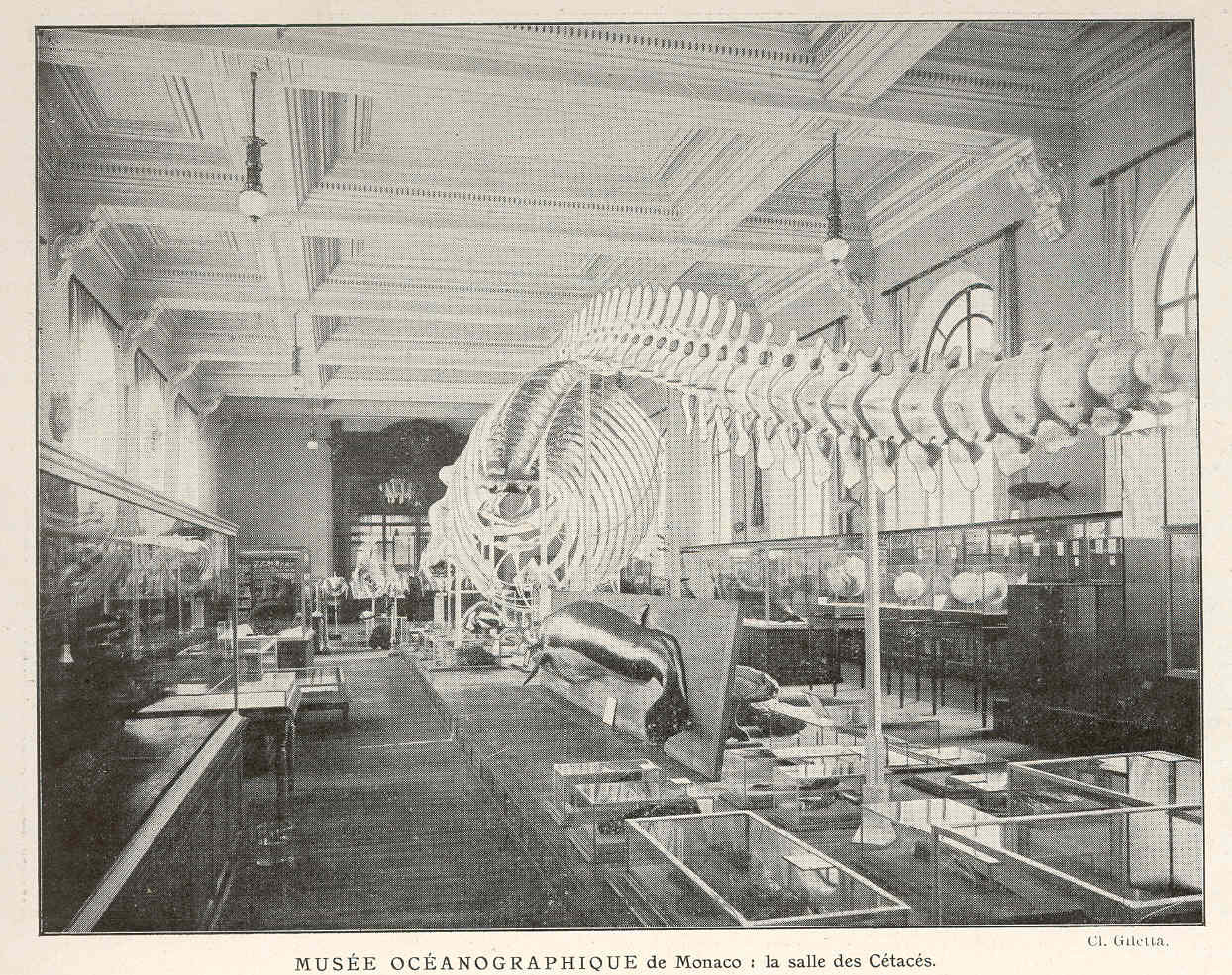
Ausstellungssaal der Wale (1913)
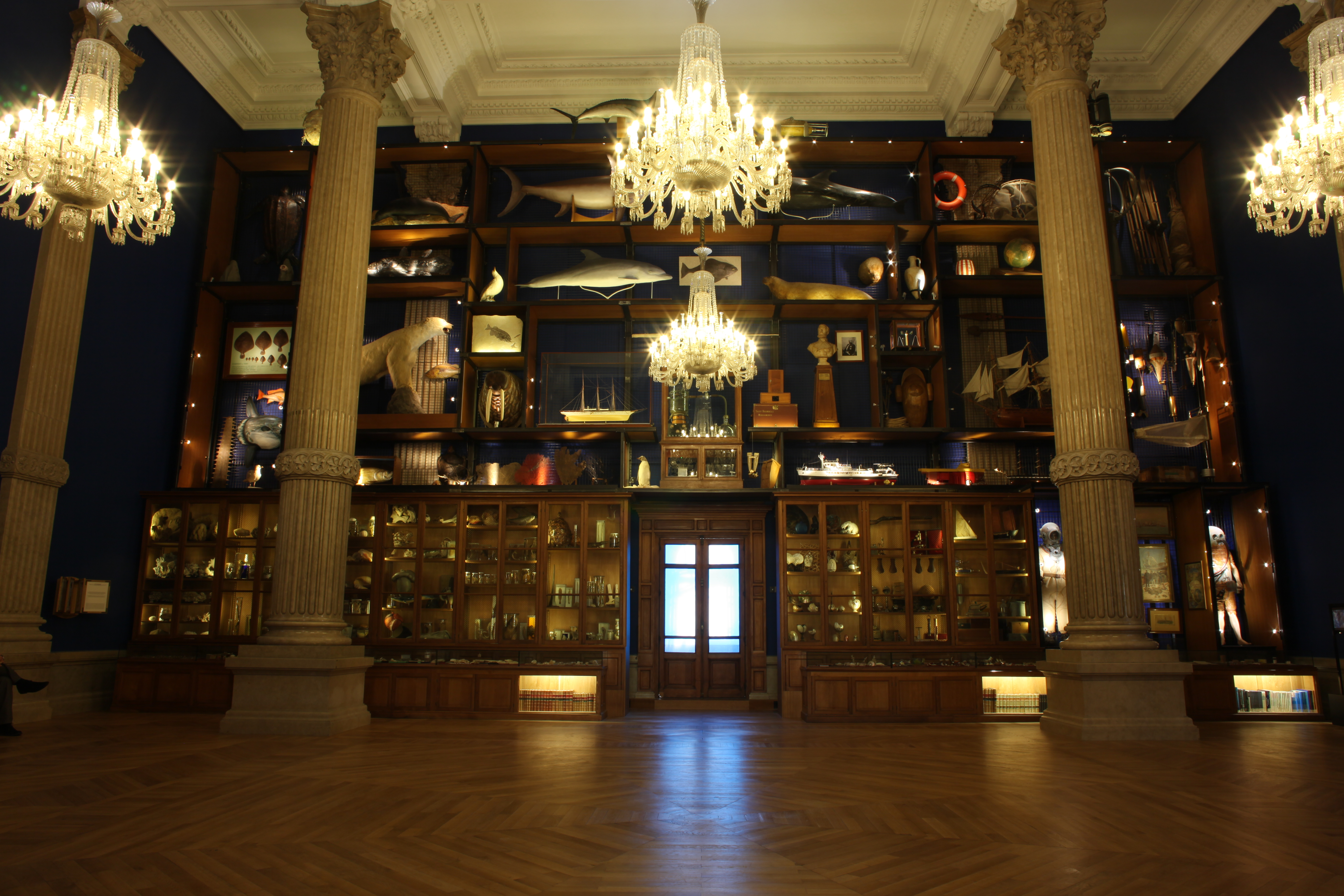
Innenansicht des Museums
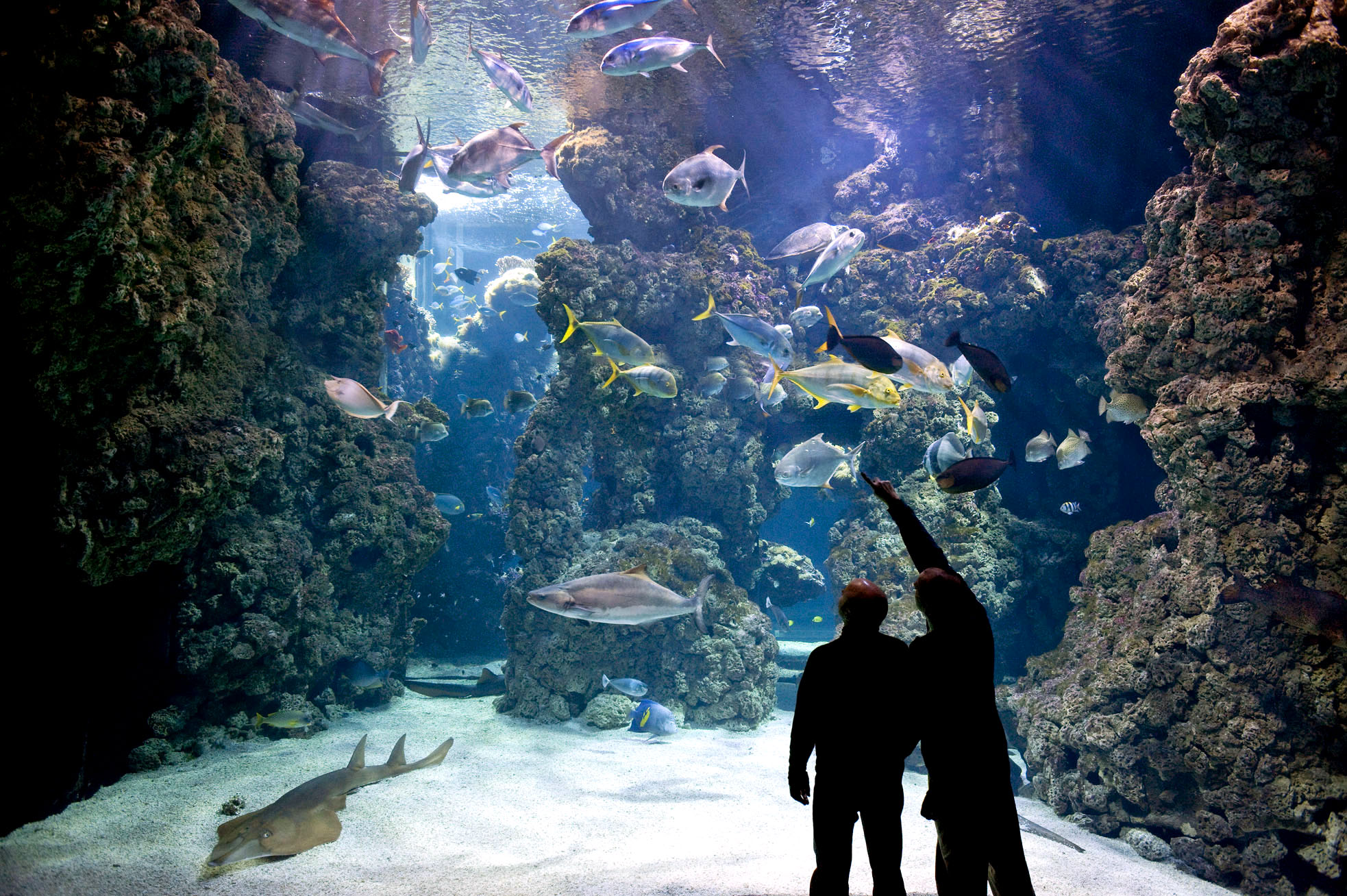
Ein Aquarium des Ozeanographischen Museums
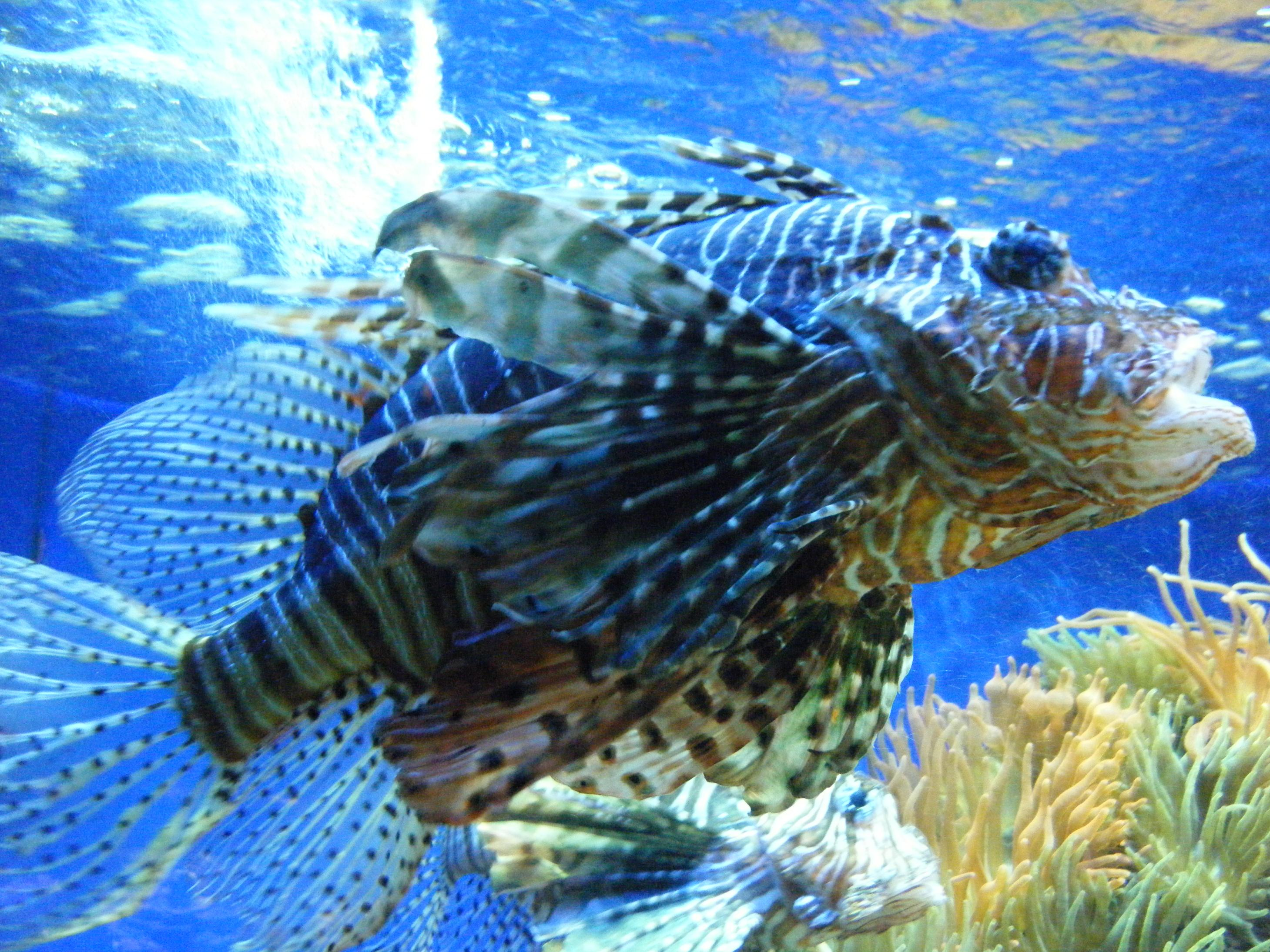
Ein Feuerfisch in einem Aquarium des Ozeanographischen Museums Monaco